# Hipertekst
Hipertekst je tekstualna struktura koja se sastoji od međusobno povezanih jedinica informacije (eng. node) prikazana na nekom elektroničkom uređaju. Za razliku od jednostavnog tradicionalnog teksta, hipertekst nema jedinstven redoslijed čitanja, nego ga čitatelj dinamički određuje, tj. određuje ga tijekom čitanja. Zato kažemo da je tradicionalni tekst sekvencijalan, a hipertekst nesekvencijalan Kao što i sam naziv govori (prema grčkom "υπερ" = preko, iznad), hipertekst nadilazi običan, linearan tekst.
Međutim, i tradicionalni tekst može biti djelomično nesekvencijalan u slučaju kada sadrži takve elemente, npr. fusnote, reference i sl., zato što čitatelj može odrediti hoće li se zaustaviti i pročitati sadržaj na kojeg oznaka upućuje ili će nastaviti s čitanjem teksta.
Hipertekst je modularan, čime se želi naglasiti da on u određenom smislu nikada nije dovršen, jer se uvijek može dodati novi modul. Hipertekst ne mora biti potpun kako bi bio funkcionalan, te se može objaviti u stanju za koje autor smatra da je prikladno.

### Vrste
Postoje 2 vrste hiperteksta:
- statični – hipertekst koji je predodređen i unaprijed zadan te se ne mijenja tijekom rada
- dinamični – hipertekst koji se kontinuirano mijenja u interakciji s korisnikom.[4]

## Hipermedija
Hipertekst je sustav koji se bavi samo tekstom, dok hipermedija povezuje više medija, npr. tekst, slike, video i sl. Međutim, skup raznih medija sam po sebi nije hipermedija ako ti mediji nisu međusobno povezani.

## Navigacija
Čitanje hiperteksta naziva se još i „pregledavanje“ (eng. browsing) ili „navigacija“ (eng. navigation) kako bi se istaknuo način na koji funkcionira. Hipertekst sadrži poveznice (eng. hyperlink) na druge sadržaje, koji također mogu sadržavati poveznice koje vode nekamo dalje. Korisnik dolazi do drugih sadržaja obično klikom na poveznice. Jedinica informacije u kojoj se nalazi link na engleskom se zove anchor node, a jedinica informacije na koju taj link vodi zove se destination node.

## Kratka povijest
Mnogi ljudi smatraju da je hipertekst počeo pojavom World Wide Weba, ali sama ideja razvila se mnogo ranije.
1945.Američki inženjer Vannevar Bush predložio je svoju zamisao o elektroničko-mehaničkom sustavu kojeg je nazvao Memex (eng. memory extender). Sustav bi mogao velikom brzinom stvarati i slijediti veze među dokumentima, pomoću korisnikovog arhiva mikrofilmova. Razlog zašto je Bush smislio takav uređaj bio je zato što je predvidio veliki porast u količini znanstvenih informacija, zbog kojeg znanstvenici više neće moći pratiti i reagirati na sve novosti. Sustav, doduše, nikad nije realiziran, ali teorija je opstala.
1965.Sociolog, filozof i pionir informacijske tehnologije Ted Nelson izmislio je izraze hipertekst i hipermedija, kojima je htio opisati nesekvencijalan način čitanja. Radio je na projektu Xanadu, koji je zamišljen kao spremište svega što je ikada napisano, tj. neka vrsta univerzalnog globalnog hiperteksta, ali taj krajnji cilj nikada nije bio postignut.
1967.Prvi upotrebljivi hipertekstualni sustav bio je HES (Hypertext Editing System), na osnovu kojega je napravljen i FRESS (File Retrieval and Editing System).
1968.Dr. Douglas Engelbart izveo je izvanrednu demonstraciju svog NLS (oN-Line System) projekta, koji je imao obilježja hiperteksta iako generalno nije bio zamišljen kao hipertekstualni sustav.
1975.Započet je istraživački projekt umjetne inteligencije, ZOG, iz kojeg se razvio današnji hipertekstualni sustav KMS (Knowledge Management System).
1978.Počinju se razvijati i hipermedijski sustavi, od kojih je prvi bio Aspen Movie Map.
1983.Formira se istraživački projekt HyperTIES, koji koristi koncepte hiperteksta.
1985.Razvija se najpoznatiji originalni hipertekstualni istraživački sustav NoteCards (eng. card je u ovom kontekstu sinonim za node). Dotad su se hipertekstualni sustavi koristili uglavnom za istraživanja unutar jedne ustanove, a prvi hipertekst koji je izašao iz okvira ustanove bio je Symbolics Document Examiner.
Izlazi i vrlo uspješan hipertekstualni sustav, Intermedia, koji je uglavnom zbog ograničenja samo na Apple-ovu verziju UNIX-a i propao.
1986.Razvija se Guide, prvi hipertekstualni sustav za osobna računala.
1987.Izlazi HyperCards, vrlo uspješan hipertekstualni sustav za Macintosh računala. Uz HyperCards dolazi i programski jezik HyperTalk, čija je struktura slična kao kod Pascala i namijenjen je za početnike u programiranju.
1991.World Wide Web postaje prvi globalni hipertekst, a s njim izlazi i istoimeni preglednik (WorldWideWeb) pomoću kojega se Web mogao pregledavati. Do ideje došao je Sir Tim Berners-Lee dok je smišljao jednostavan način za prijenos znanstvenih podataka.
1992.Izlazi Web preglednik Lynx.
1993.Izlazi prvi grafički Web preglednik – Mosaic.

## Primjena
Najpoznatija primjena hiperteksta je globalni informacijski internetski servis World Wide Web (skraćeno WWW ili Web). Za objavljivanje hipertekstualnog sadržaja koristi se HTML (HyperText Markup Lanugage), a protokol koji se koristi zove se HTTP (HyperText Transfer Protocol).